# ランバ (まとい布)

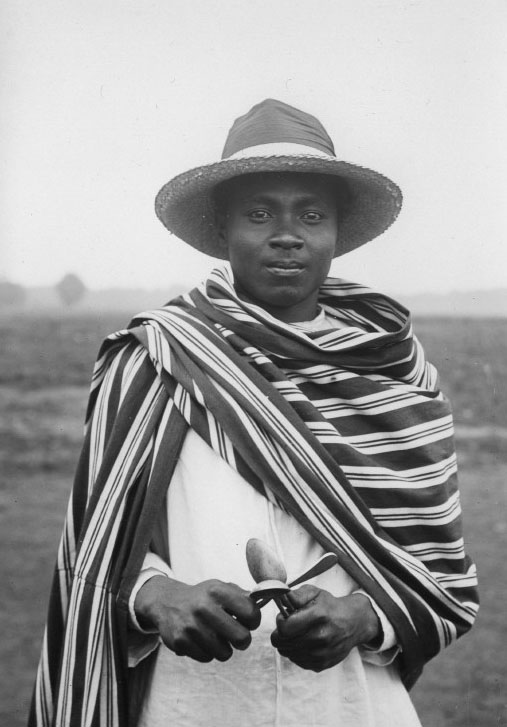
マラバリというチュニックの上にランバ・アリンヂャヌをまとったサカラヴァ人の男性

マダガスカルの文化において、ランバとは、身に巻き付けてまとう、伝統的な衣服である。まとい布と訳される。男女ともに着るものである。ランバの布地は長方形をしており、長辺は身を包むだけの長さがある。
ランバの素材は多様である。用途によっても異なる。日常使うランバは、ラフィア椰子の繊維、豚皮、綿、靭皮繊維などから作られる。また、埋葬や先祖供養の祭り（ファマディハナ）においてランバは重要な役割が与えられており、この時に用いられるランバは、絹やコブウシの皮で作られていることが多い。色柄もさまざまであり、雑然とした絞り染めや、純白のものから、赤白黒のストライプが入ったものに至るまで、豊富な種類のものをマダガスカル全土で目にすることができる。サカラヴァ人の村では、緑と茶色をしたユニークな形の幾何学模様のランバが織られる。メリナ人の元貴族たちは、複数の色を用いた鮮やかな色彩で複雑に織られたランバを好む。こんにちでは、これら地元で手織りされたランバに加えて、綿やレーヨンでできたインド製のランバが、マダガスカルの市場のそこかしこで売られている。
なお、ランバという呼び名は、マダガスカル中で伝統的に生活必需品となっている衣服の、中央高地地方における呼び名（方言）である。このまとい布は、地方ごと／エスニックグループごとに呼び名が異なる。例えば、マダガスカル島西部のある地方では "simbo" と呼ぶ。本項では中央高地のメリナ人の呼び名「ランバ」で代表させた。また、体への巻き付け方も地方ごとに、さまざまな異なる作法がある。

## マダガスカル文化における位置づけ

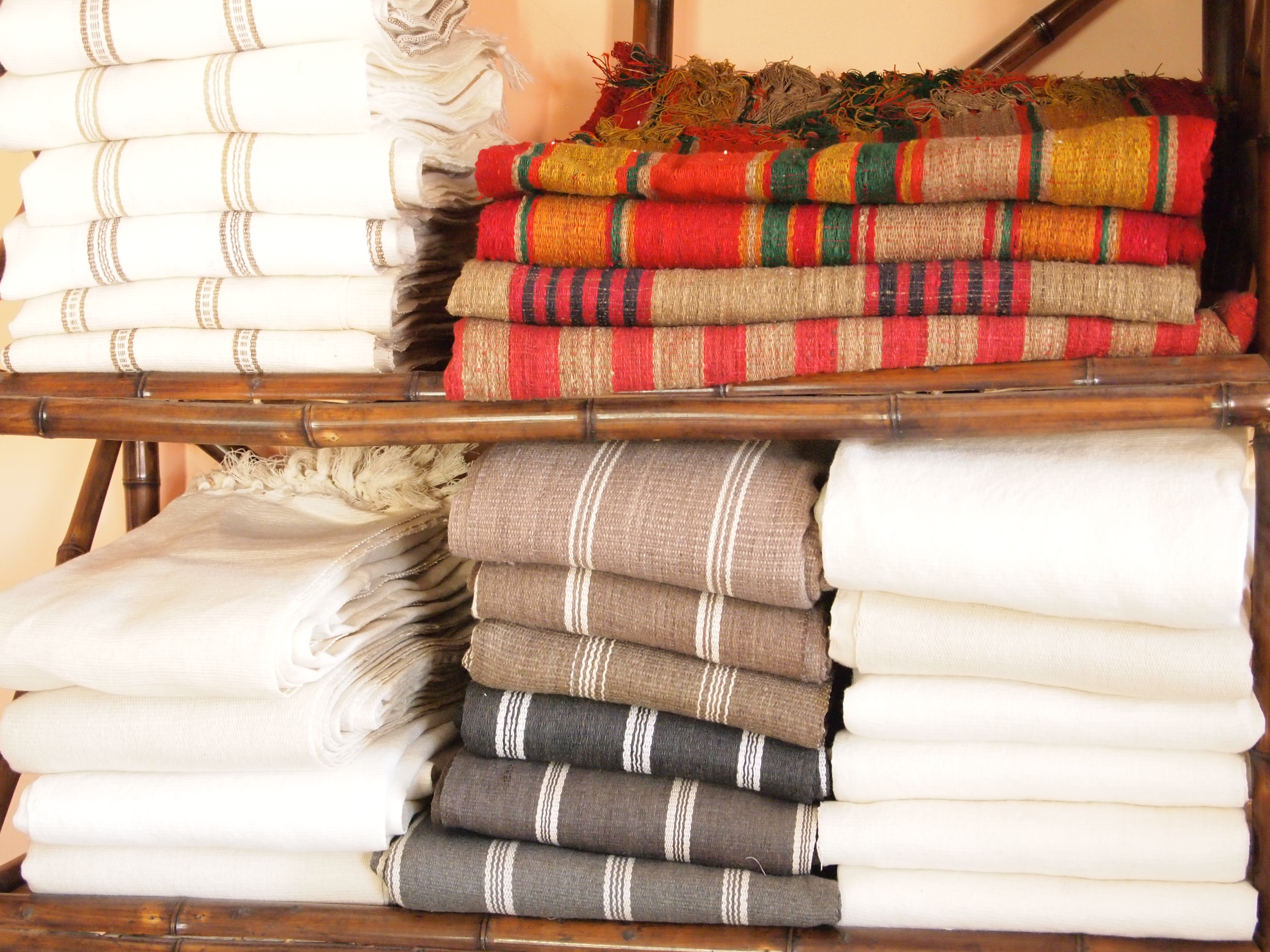
ランバメナを売る店

布の色、柄、素材にもさまざまな種類がある。絹で織られた「ランバメナ」 "lambamena" は、亡くなった家族を先祖代々の墓に入れる際、遺体をくるむのに使う。また、婚約のときに男女でランバを交換することを伝統としているエスニックグループもある。また、外交儀礼上の贈り物として用いられることもある。スミソニアンの国立アフリカ美術館に展示されている一対の「ランバ・アクトゥファハナ」"lamba akotofahana" は、1886年にマダガスカル女王ラナヴァルナ3世からアメリカ合衆国大統領グロヴァー・クリーヴランドに贈られたものである。片方は色とりどりに細かく装飾されており、もう一つは白地に白の模様が編みこまれている
ランバ・アクトゥファハナは、アンヂアナと呼ばれるメリナ人の貴族制と密接に結びついた服飾である。いくつもの綜絖を用いて色とりどりの複雑な幾何学文様を織りあげていくという機織り技術は、マダガスカルにおいてはメリナ人だけが持っていた。ランバ・アクトゥファハナは、アンヂアナの威信を顕著に可視化した。しかしながら、フランス植民地時代においては、このような身分の可視化は抑制された。王国時代同様、込み入った模様を織りあげる文化は維持されたが、民族的出自や階級的出自をあまり明瞭に示さない、白地に白のデザインとなった。
2010年現在では、伝統的で色鮮やかなランバ・アクトゥファハナへの興味と需要が、島外で成功した裕福なマダガスカル出身者や、観光客、テキスタイル愛好者らの間で増してきており、その結果、生産が回復し、アンタナナリヴの高級ギャラリーでの販売もされるようになった。同時代の作家からも、なかば忘れられかけていた昔の技術を復活させることへの関心が集まり、国際的に名の知れた美術館で特別展が開催されるほどユニークな作品が生み出されるようになった。例えば、アメリカ自然史博物館では、織り糸のすべてに、鳥やコウモリでさえも捕まえてしまうほど強靭なクモの巣を張ることで知られるネフィラ・イナウラタというクモの糸を用いたランバ・アクトゥファハナが展示された。1998年には、メトロポリタン美術館においても、あらゆる色を使って、植民地となる以前の貴族の装いを再現した現代のアーティストによるランバ・アクトゥファハナが展示された。

## 生産

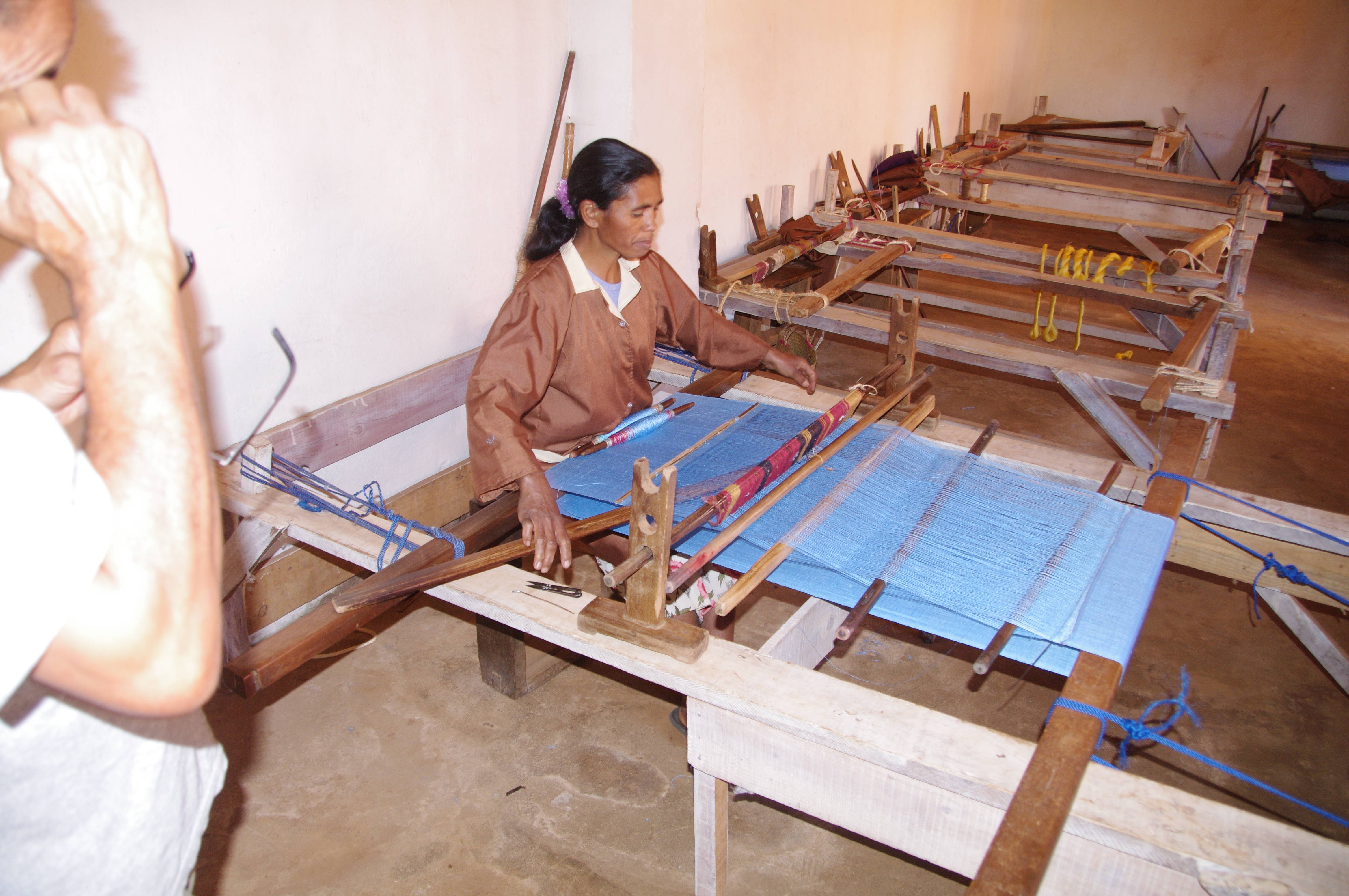
ランディベという野蚕種から採った絹糸でランバを織る職人。

伝統的なランバは、マダガスカルで広くみられる、床に置いた水平な織機で織られていた。機織りは女性の仕事であり、織機の端に座って作業した。家族の着る服を織ることが女性の務めとされており、余剰生産は市場で売って（交換して）家族の収入となった。ただし、このような生活様式は中央高地のメリナとベツィレウに典型的なものであり、全島で一律に見られたわけではない。

## 種類

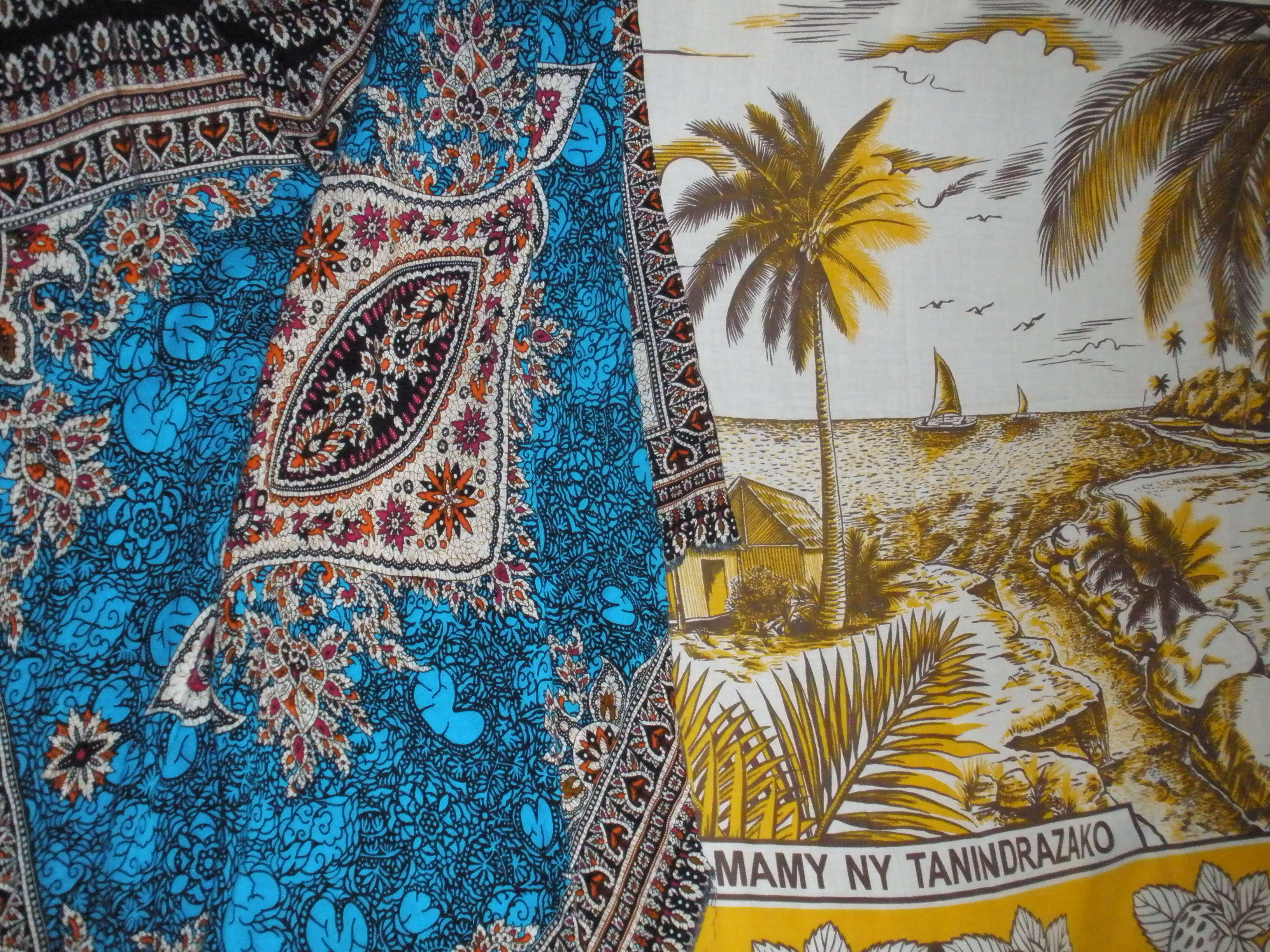
アジアで生産されたカラフルなプリントは海岸沿いの町で人気がある。

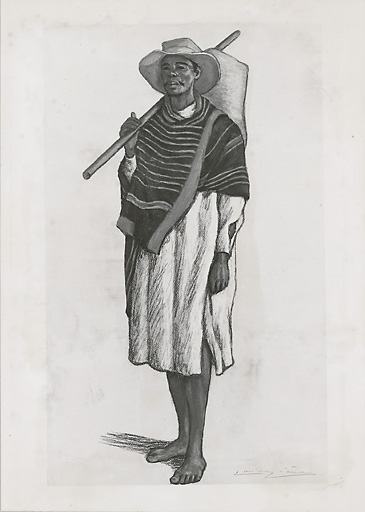
マラバリの上にランバをまとったベツィレウ人。1878年画。

ランバの種類は多様である。ランバをまとう意図によって呼び名が変わり、地方ごとに呼び名も異なる。以下にいくつかの特徴的なランバの種類を挙げて説明するが、ここに挙げたもの以外にもさらに多くの種類のランバがあることに注意されたい。
Lambahoanyランバフアニは、もっともよく着用されているタイプのランバであり、木綿のプリント生地で作られている。伝統的には、中央に日常の田園風景か何かをあしらい、その周りを縞模様のパターンで取り囲む。縞地の中央にマダガスカルのことわざや格言（ hainteny, ohabolana ）を入れることもある。この場合のランバは、東アフリカ一帯で着用されるカンガと同じものである。ランバフアニの用途は多岐にわたり、衣服としての利用はもちろん、軽い毛布やシーツ代わりに使ってもよい。母親が、両手を自由に使えるように、子供を包んで背中におんぶするために使うこともある。エプロンや荷物を運ぶための袋、テーブルクロスや日除けにもなる。固く巻いて輪を作れば、頭の上に重いものを乗せて運ぶときのクッションとなる。
Lamba akotofahanaランバ・アクトゥファハナは、複雑な幾何学文様が特徴の、絹織りのランバである。
Lamba mpanjakaランバ・ムパンザカは、富貴な人物や老人が伝統的にきる儀礼用のランバである。
Lambamenaランバメナは、「赤いランバ」を意味し、もとは生成りの絹糸で編んだランバであった。用途はいわゆる経帷子である。数年おきに行われる先祖供養の祭り「ファマディハナ」に際し、墓所から取り出した先祖の遺体をくるむのに使う。新しいランバメナが巻かれた先祖の遺体は村をパレードし、死者と生者のきずなが再確認された後、再埋葬される。
Lamba arindranoランバ・アリンヂャヌは、絹と木綿をブレンドさせた伝統的なランバである。
Jabo-landyザブ＝ランディは、絹とラフィア椰子の繊維をブレンドさせた伝統的なランバである。
Laimasakaライマサカは、サカラヴァ人の伝統的なランバで、ラフィア椰子の繊維で作る。イカット染めの幾何学文様の装飾がなされることが普通で、しばしば経帷子として用いられる。
Salakaサラカは、ふんどしとして用いるランバであり、幅30cm、長さ300cmのサイズである。

## 着こなし

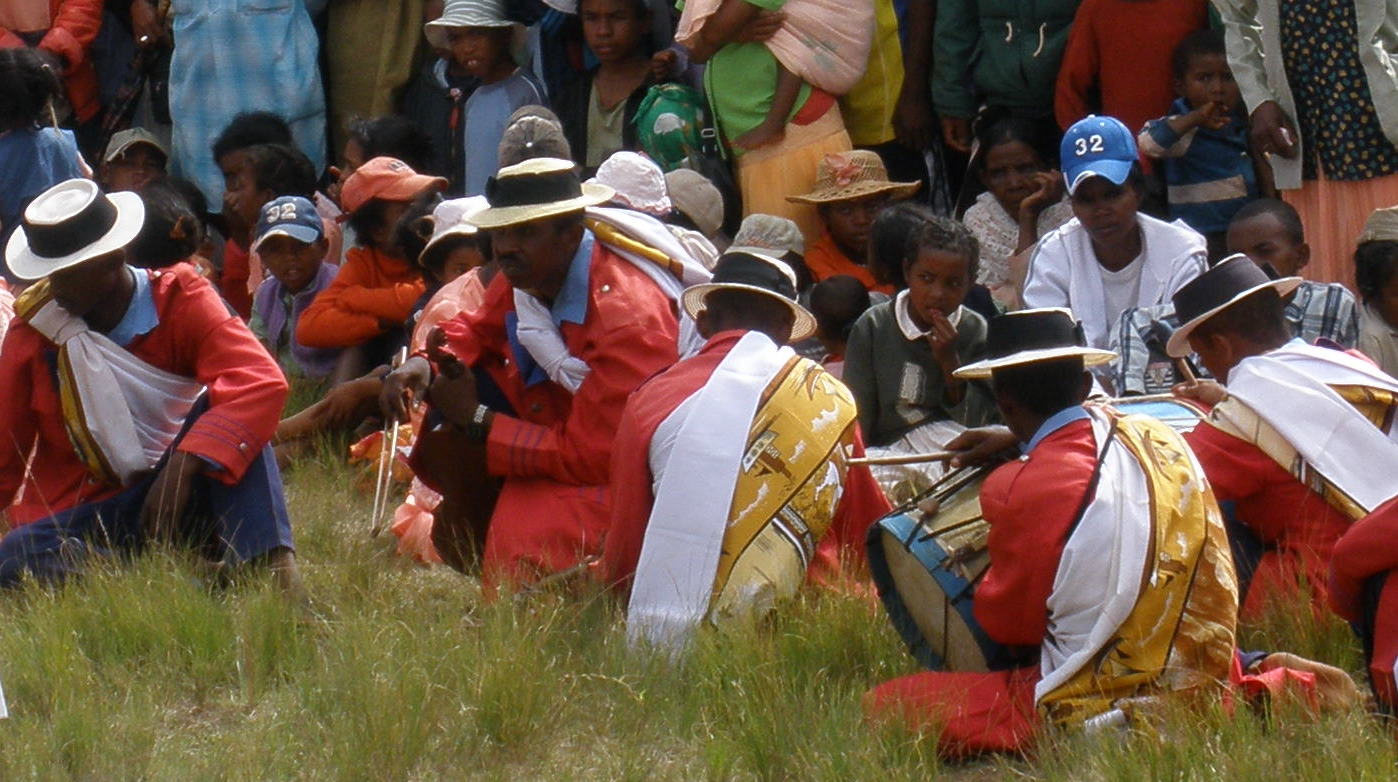
おそろいのランバを着用したヒラガシのパフォーマーたち

ランバの着用方法は地域や性別によって異なるが、男女ともにサロンのように腰に巻き付ける。着こなしの一例を挙げると、女性の場合は、胸の下か、さらに上のところまで巻き付けてシースドレスとする。ランバの色柄は頭飾りと合わせる。これらのスタイルには、タンクトップや軽いシャツを合わせてきてもよい。
また、男性の場合は、ランバの裾を片方の肩に緩やかにかけて肩掛けとする。比較的涼しい気候の場合は、ランバの下に、マラバリ（ malabary  ）という長袖膝丈の木綿でできたチュニックを着込む。伝統的に、ランバをかける方の肩は左とされていて、服喪期間中は右にかける。
また、メリナ人や一部のベツィレウ人の成人女性の間では、伝統的な白地のランバを少し細くしたものを肩の周りにかけて着ることが、「優雅、尊厳、女性らしさ、伝統尊重」を表すしるしとされている。
細いランバは肩帯のように着用されることもある。この場合、男性は肩にかけたランバを胸のあたりで斜めに交差させるか、腰のあたりで結ぶ。女性は緩やかに両肩にかける。このような肩帯のような着こなしは、ヨーロッパ文化の影響により広まった。ヒラガシのダンサーたちは皆、このスタイルである。